# Burnettia cuneata
Burnettia es un género monotípico de orquídeas. Su única  especie, Burnettia cuneata Lindl., es originaria del sudeste de Australia.

## Distribución y hábitat
Se encuentra en Nueva Gales del Sur, Victoria, Tasmania y Australia en las elevaciones desde el nivel del mar hasta los 600 metros de densos pantanos arbustivos.

## Descripción
Es una orquídea de tamaño miniatura, que prefiere el clima fresco a frío, con hábito terrestre y con un tubérculo ovoide que da lugar a un tallo erecto, púrpura que lleva una hoja conduplicada, aguda. Florece en la primavera en una inflorescencia erecta de 3 a 13 cm de largo, con 1 a 7 flores carnosas.

## Taxonomía
Burnettia cuneata fue descrita por John Lindley  y publicado en The Genera and Species of Orchidaceous Plants 518. 1840.
Sinónimos
- Caladenia cuneata (Lindl.) Rchb.f., Beitr. Syst. Pflanzenk.: 67 (1871).
- Lyperanthus burnettii F.Muell., Fragm. 5: 96 (1865), nom. illeg.[1]